# 可数选择公理
可数选择公理，指示为{\displaystyle {\text{AC}}_{\omega }}，是公理化集合论的类似于选择公理的一个公理。它声称非空集合的任何可数搜集都一定有选择函数。保羅·寇恩证明了ACω在Zermelo-Fraenkel集合论（{\displaystyle {\text{ZF}}}）中是不可证明的。
{\displaystyle {\text{ZF}}+{\text{AC}}_{\omega }}足够证明可数多可数集合的并集是可数的。它还足够证明所有无限集合都是戴德金无限的（等价的说：有可数无限的真子集）。{\displaystyle {\text{AC}}_{\omega }}对于开发数学分析特别有用，这里的很多结果依赖于实数的可数集合有选择函数（考虑为有理数的柯西序列的集合）。
{\displaystyle {\text{AC}}_{\omega }}是弱形式的选择公理（AC），它声称非空集合的“所有”搜集一定有一个选择函数。AC明确的蕴涵了依赖选择公理（DC），而DC足够证明{\displaystyle {\text{AC}}_{\omega }}。但是{\displaystyle {\text{AC}}_{\omega }}要严格弱于DC（而DC严格弱于AC）。

## 用法
作为应用{\displaystyle {\text{AC}}_{\omega }}的例子，下面是所有无限集合是戴德金无限的一个证明（在{\displaystyle {\text{ZF}}+{\text{AC}}_{\omega }}中）：
设{\displaystyle X}是无限的。对于每个自然数{\displaystyle n}，设{\displaystyle A_{n}}是{\displaystyle X}的所有{\displaystyle 2^{n}}元素子集的集合。因为{\displaystyle X}是无限的，每个{\displaystyle A_{n}}是非空的。對序列{\displaystyle A_{n}}应用{\displaystyle {\text{AC}}_{\omega }}，便得到了序列（{\displaystyle B_{n}:n=0,1,2,3,\ldots })，这里的每个{\displaystyle B_{n}}是有{\displaystyle 2^{n}}个元素的{\displaystyle X}的子集。
集合{\displaystyle B_{n}}可能是相交的，但是我们可以定义
{\displaystyle C_{0}=B_{0}}
{\displaystyle C_{n}}是{\displaystyle B_{n}}与所有{\displaystyle C_{j}}的并集的差集，{\displaystyle j<n}。
明显的每个集合{\displaystyle C_{n}}都有至少1個和至多{\displaystyle 2^{n}}个元素，而集合{\displaystyle C_{n}}是兩兩不相交的。再對序列{\displaystyle C_{n}}應用{\displaystyle {\text{AC}}_{\omega }}，便得到了序列{\displaystyle (c_{n}:n=0,1,2,\ldots )}，其中{\displaystyle c_{n}\in C_{n}}。
所以所有{\displaystyle c_{n}}都是相異的，而{\displaystyle X}包含一个可数集合。定義把每个{\displaystyle c_{n}}映射到{\displaystyle c_{n+1}}的函数{\displaystyle f}（并固定所有{\displaystyle X}的其他元素），f是从{\displaystyle X}到{\displaystyle X}的一一映射，它不是满射，这证明了{\displaystyle X}是戴德金无限的。